# Повуа-де-Сантарен
Повуа-де-Сантарен (порт. Póvoa de Santarém) — район (фрегезия) в Португалии, входит в округ Сантарен. Является составной частью муниципалитета Сантарен. Входит в экономико-статистический субрегион Лезирия-ду-Тежу, который входит в Рибатежу. Население составляет 641 человек на 2001 год. Занимает площадь 8,09 км².
Покровителем района считается Дева Мария (порт. Nossa Senhora da Luz). 